# Empty Spaces
Empty Spaces – utwór muzyczny brytyjskiego zespołu rockowego Pink Floyd. Pochodzi z wydanej w 1979 roku rock opery/concept albumu The Wall, i – jak większość utworów z tej płyty – napisany został przez ówczesnego lidera grupy, Rogera Watersa.

## Kompozycja
Piosenka trwa 2 minuty i 8 sekund, z czego większą część stanowi dość długa sekcja wstępna. Po około 48 sekundach brzmienie się zmienia, muzyka staje się odrobinę głośniejsza i można usłyszeć zakodowane metodą backmaskingu „ukryte przesłanie”. Potem rozpoczyna się część liryczna. Utwór kończy się nagle i płynnie przechodzi w kolejny: łącznikiem jest tu słowo „wall”, które Waters zaczyna śpiewać jeszcze w Empty Spaces, ale kończy już w Young Lust. Z tego też powodu te dwie piosenki są często grane w radiu jedna po drugiej (czasami mylnie określane tylko jako Young Lust).

## Fabuła
Jak wszystkie utwory na płycie, Empty Spaces przedstawia część historii jej głównego bohatera, gwiazdora rockowego imieniem Pink. Jest on już dorosły i żonaty, jednak małżeństwo przeżywa kryzys z powodu jego emocjonalnego dystansu i połowicznie już zbudowanego muru. Pink rozważa, czego powinien użyć, by „dokończyć budowy” – chce „wypełnić puste miejsca”, w których do tej pory „zwykli ze sobą rozmawiać”.

## Inne wersje utworu
Zarówno na wersji filmowej, jak i płycie koncertowej powstałych na podstawie The Wall znajduje się wersja rozszerzona tego utworu, zatytułowana What Shall We Do Now?. Również na okładce oryginalnej płyty analogowej wydrukowany został tytuł i tekst What Shall We Do Now?, podczas gdy ostatecznie na płycie znalazła się krótsza wersja. W wersji CD okładka została już poprawiona tak, aby była zgodna z zawartością płyty.

## Ukryta wiadomość
Tuż przed częścią liryczną w Empty Spaces znajduje się zakodowane ukryte przesłanie. Zostało ono wyizolowane tylko na lewym kanale dźwiękowym, dlatego przy normalnym odsłuchiwaniu wydaje się nie mieć żadnego sensu. Jednak przy puszczeniu od tyłu da się słyszeć:
– Hello, hunter(s)... Congratulations. You’ve just discovered the secret message. Please send your answer to Old Pink, care of the Funny Farm, Chalfont...
– Roger! Carolyn’s on the phone!
– Okay.
Przypuszcza się, że to „ukryte przesłanie” jest żartobliwym odniesieniem do byłego lidera Pink Floyd, Syda Barretta. Roger Waters gratuluje słuchaczowi odkrycia tajnej wiadomości i żartuje, że można przesłać swoją odpowiedź do „Starego Pinka” (Syda), który żyje w „domu wariatów” gdzieś w Chalfont. Jednak zanim Waters zdążył podać szczegóły, został zagłuszony przez Jamesa Guthriego informującego go, że jego żona, Carolyn, czeka na linii.

## Covery
- Swoją wersję utworu przedstawił zespół Mushroomhead na płycie XX.

## Wykonawcy
- David Gilmour – gitary, klarnet, syntezatory
- Roger Waters – wokale, gitara basowa, syntezatory
- Rick Wright – instrumenty klawiszowe
- James Guthrie – syntezator